# Halichoeres bivittatus
Halichoeres bivittatus är en fiskart som först beskrevs av Bloch, 1791.  Halichoeres bivittatus ingår i släktet Halichoeres och familjen läppfiskar. IUCN kategoriserar arten globalt som livskraftig. Inga underarter finns listade i Catalogue of Life.